# Wilbur Cross Medal
Die Wilbur Cross Medal (dt. Wilbur Cross Medaille) ist eine Alumni-Auszeichnung der Yale-Universität in Connecticut. Sie ist benannt nach dem Geschäftsmann und Gouverneur Wilbur Lucius Cross benannt, der selbst Yale Alumnus im Abschlussjahrgang 1885 war und nach seiner Amtszeit als Gouverneur an seine Alma Mater zurückkehre und dort unterrichtete.

## Geschichte und Verleihung
Zu Ehren von Wilbur L. Cross wurde die Auszeichnung 1966 gestiftet und erstmals an Edgar S. Furniss verliehen.
Gewidmet ist sie, um herausragende Leistungen in Wissenschaft, Lehre, akademischer Verwaltung und öffentlichem Dienst zu würdigen. Jährlich werden bis zu sechs Personen (Ausnahme acht Verleihungen im Jahr 1967) mit der Medaille geehrt, welche zuvor durch ihre Fachkollegen in Anerkennung ihrer Leistungen im jeweiligen Fachgebiet als führende Köpfe, Innovatoren und weltverändernde Denker nominiert wurden. Die Ausgezeichneten gelten als Beispiele für die Leistungen, die man nach Abschluss des Doktorgrades und Verlassen der Universität erbringen kann.
Im Rahmen der Preisverleihung kehren die gewürdigten Alumni an ihre Alma Mater zurück, um die Auszeichnung im Rahmen einer Zeremonie entgegenzunehmen und Zeit mit den Mitgliedern ihrer Fachbereiche zu verbringen.
Die Auszeichnungen für die Jahre 2020 und 2021 wurden aufgrund der mit der Corona-Pandemie verbundenen Einschränkungen, gemeinsam im Rahmen einer Verleihungszeremonie im April 2022 vergeben. Die Preisträger des Jahres 2022 wurden dann wieder regulär am 10. Oktober 2022 ausgezeichnet.

## Nominierende Fachbereiche
Die Nominierung der Preisträger der Wilbur Cross Medal erfolgt durch einen der Universitätsfachbereiche
- Geisteswissenschaften,
- Biologie,
- Physik- und Ingenieurswesen,
- Sozialwissenschaften,
- sowie als Ehrenauszeichnung (Honoris Causa).

Die Verleihung wird einem oder mehreren Studiengängen aus den genannten Fachbereichen direkt zugeschrieben.

## Preisträger
Folgende Personen wurden bislang in den Studiengängen ausgezeichnet.
2025
- Philip J. Deloria (Amerikanistik)
- Samuel J. Keyser (Luguistik)
- Andrew J. Lankford (Physik)
- Jeffrey E. Settleman (Genetik)

2024
- Anne C. Ferguson-Smith (Biologie)
- John D. Guillory (Literaturwissenschaft)
- Kai Li (Informatik)
- James C. Scott (Politologie, (Postum))

2023
- Elizabeth H. Bradley (Gesundheitswissenschaft)
- Robert Gooding-Williams (Philosophie)
- James Jones (Psychologie)
- Chi Chia-wei (Elektroingenieurswissenschaft)

2022
- Virginia R. Domínguez (Anthropologie)
- Philip Ewell (Musik)
- Kirk R. Johnson (Geologie und Geophysik)
- Sarah Tishkoff (Genetik)

2021
- Anat R. Admati (Verwaltungswissenschaft)
- Tamer Basar (Elektroingeneurswissenschaft)
- Donald Ingber (Zellbiologie)
- Mary E. Miller (Kunstgeschichte)

2020
- Matthew State (Genetik)
- Brenda Elaine Stevenson (Geschichte)
- Dorceta Taylor (Forstwirtschaft und Umweltwissenschaft)
- Veronica Vaida (Chemie)

2019
- Ruth Garrett Millikan (Philosophie)
- Douglas R. Green (Biologie)
- Susan M. Kidwell (Geologie und Geophysik)
- Urjit Patel (Ökonomie)

2018
- Elizabeth W. Easton (Kunstgeschichte)
- Kelsey Martin (Molekularbiologie und Biochemie)
- Marianne Mithun (Linguistik)
- Tan Eng Chye (Mathematik)

2017
- Douglas W. Diamond (Politikwissenschaft)
- Donna J. Haraway (Biologie)
- Eric J. Nestler (Pharmakologie)
- Lawrence W. Sherman (Soziologie)

2016
- Arend Lijphart (Politikwissenschaft)
- Ira Mellman (Genetik)
- Arthur Nozik (Chemie)
- Eleanor Sterling (Anthropologie / Forstwirtschaft)

2015
- Carol S. Dweck (Psychologie)
- Philip C. Hanawalt (Molekularbiologie)
- Jeremy B. C. Jackson  (Geologie und Geophysik)
- Jonathan Z. Smith (Religionswissenschaft)
- Thomas D. Pollard (Honoris Causa)

2014
- Eric Fossum (Ingenieurswissenschaft)
- Thomas C. Holt (Amerikanistik)
- Kristin Luker (Soziologie)
- Edmund Phelps (Ökonomie)

2013
- Fredric Jameson (Französische Sprachwissenschaft)
- Alan Lambowitz (Molekulare Biophysik und Biochemie)
- Theodore J. Lowi (Soziologie)
- Annette Thomas (Biologie)

2012
- John D. Aber (Forstwirtschaft und Umweltwissenschaft)
- Alfred W. McCoy (Geschichte)
- Jonathan M. Rothberg (Biologie)
- Sarah Grey Thomason (Linguistik)

2011
- Stanley Fish (Anglistik)
- Leslie F. Greengard (Politikwissenschaft)
- Bernice A. Pescosolido (Molekulare Biophysik und Biochemie)
- Huntington F. Willard (Genetik)

2010
- Stephen Greenblatt (Anglistik)
- Fred Greenstein (Politikwissenschaft)
- Timothy J. Richmond (Molekulare Biophysik und Biochemie)
- Paul Wender (Chemie)
- Jon Butler (Honoris Causa)

2009
- Laura L. Kiessling (Chemie)
- Michael S. Levine (Molekulare Biophysik und Biochemie)
- Richard J. Powell (Afro-Amerikanische Studien)
- William J. Willis (Physik)

2008
- Robert Axelrod (Politikwissenschaft)
- Stephen G. Emerson (Zellbiologie)
- Yoriko Kawaguchi (Ökonomie)
- David M. Kennedy (Geschichte)

2007
- Carol T. Christ (Zoologie)
- Paul Friedrich (Anthropologie)
- Anne Walters Robertson (Musikwissenschaft)
- John Suppe (Geologie und Geophysik)

2006
- Eva Brann (Klassik)
- Richard Brodhead (Anglistik)
- Mimi Gardner Gates (Geschichte)
- Lewis E. Kay (Molekulare Biophysik und Biochemie)
- Richard A. Young (Molekulare Biophysik und Biochemie)

2005
- Lincoln Pierson Brower (Zoologie)
- Peter B. Dervan (Chemie)
- Jennifer L. Hochschild (Politikwissenschaft)
- Richard Rorty (Philosophie)
- Eric F. Wieschaus (Biochemie)

2004
- William Cronon (Geschichte)
- Hong Koo Lee (Politikwissenschaft)
- Julia Phillips (Psychologie)
- Peter Salovey (Psychologie, Honoris Causa)
- Barbara Schaal (Biologie)
- Philip Zimbardo (Psychologie)

2003
- Edward L. Ayers (Amerikanistik)
- Gerald E. Brown (Physik)
- John Fenn (Chemie)
- Robert D. Putnam (Politikwissenschaft)
- Charles Yanofsky (Mikrobiologie)
- Susan Hockfield (Honoris Causa)

2002
- Linda Gordon (Geschichte)
- Sharon R. Long (Biologie)
- Julia M. McNamara (Französische Sprachwissenschaft)
- David E. Price (Politikwissenschaft)

2001
- Elliot M. Meyerowitz (Biologie)
- Stephen Owen (Ostasiatische Sprachwissenschaft und Literatur)
- Roger N. Shepard (Psychologie)
- Ernesto Zedillo Ponce de León (Ökonomie)

2000
- James G. Arthur (Mathematik)
- Evelyn Boyd Granville (Mathematik)
- Ruth Barcan Marcus (Philosophie)
- Shelley E. Taylor (Psychologie)

1999
- Francis S. Collins (Chemie)
- William N. Fenton (Anthropologie)
- Allen L. Sessoms (Physik)
- Rosemary A. Stevens (Epidermatologie und Gesundheitswissenschaften)
- Geerat J. Vermeij (Biologie)

1998
- Helen Murphy Tepperman (Physiologische Chemie)
- George A. Lindbeck (Religionswissenschaft)
- Peter Demetz (Komparative Linguistik)
- David M. Lee (Physik)
- Thomas Appelquist (Honoris Causa)

1997
- Alvin M. Liberman (Psychologie)
- Francis C. Oakley (Geschichte)
- G. Virginia Upton (Physiologie)
- Janet L. Yellen (Ökonomie)
- Anne M. Briscoe (Physiologische Chemie)
- William Louis Gaines (Geschichte)

1996
- David C. McClelland (Psychologie)
- Marie Borroff (Anglistik)
- Miriam Usher Chrisman (Geschichte)
- James Thomas Laney (Religionswissenschaft)
- Heidi I. Hartmann (Ökonomie)

1995
- Alfred Edward Kahn (Ökonomie)
- Gordon H. Bower (Psychologie)
- Jennifer L. Kelsey (Epidermatologie und Gesundheitswissenschaft)
- Mark Edward Neely Jr. (Geschichte)
- Catharine A. MacKinnon (Politikwissenschaft)

1994
- Theodore Frederic Cooke Jr. (Chemie)
- Vincent  Joseph Scully Jr. (Kunstgeschichte)
- John Imbrie (Geologie)
- Jerome John McGann (Anglistik)
- Thomas Eugene Lovejoy III (Biologie)
- Zunyi Yang (Geologie)

1993
- Walles Thomas Edmondson (Zoologie)
- Estella Leopold (Botanik)
- Marcia L. Colish (Geschichte)
- Richard Charles Levin (Ökonomie, Honoris Causa)
- Jaime Serra Puche (Ökomonie)

1992
- Irving Rouse (Anthropologie)
- Frances K. Graham (Psychologie)
- Raymond L. Garthoff (Internationale Beziehungen)
- Gerald R. Fink (Biologie)
- J. Dennis Huston (Anglistik)
- Judith Rodin (Honoris Causa)

1991
- W. Edwards Deming (Physik)
- Aubrey L. Williams (Anglistik)
- Maxine Singer (Biochemie)
- Joseph Percival Allen (Physik)
- Russell G. Hamilton (Portugiesische Sprachwissenschaft)
- Jerome Jordan Pollitt (Honoris Causa)

1990
- Franklin LeVan Baumer (Geschichte)
- Adolph Grünbaum (Philosoppie)
- Thomas Kennerly Wolfe Jr. (Amerikanistik)
- Eleanor Holmes Norton (Amerikanistik)
- A. Bartlett Giamatti (Komparative Literaturwissenschaft)

1989
- Pauline Newman (Chemie)
- Paul Webster MacAvoy (Ökonomie)
- Garry Wills (Klassik)
- Mary Lou Pardue (Biologie)
- Menno Boldt (Soziologie)

1988
- Ellis Crossman Maxcy (Erziehungswissenschaft)
- Charles Allen Walker (Chemieingenieurwissenschaft)
- Joseph G. Gall (Zoologie)
- Gérard Lepoutre (Chemie)
- Richard S. Westfall (Geschichte)
- Thomas Kaehao Seung (Soziologie)

1987
- Thomas Brennan Nolan (Geologie)
- Harry Rudolph Rudin (Geschichte)
- Julian Munson Sturtevant (Chemie)
- Richard David Ellmann (Anglistik)
- Barbara Ann Feinn (Ökonomie)
- Nannerl Overholser Keohane (Politikwissenschaft)

1986
- Robert Alan Dahl (Regierung)
- A. Dwight Culler (Anglistik)
- Richard Derecktor Schwartz (Soziologie)
- Robert Joseph Birgeneau (Physik)
- Keith Stewart Thomson (Honoris Causa)

1985
- Eugene Mersereau Waith (Anglistik)
- Peter T. Flawn (Anthropologie)
- Victor Brombert (Französische Sprachwissenschaft)
- John Paul Schiffer (Physik)
- Nelson Woolf Polsby (Politikwissenschaft)

1984
- Louis L. Martz (Physikalische Chemie)
- George Alexander Kubler (Kunstgeschichte)
- Homer D. Babbidge Jr. (Erziehungswissenschaft)
- Burton Edelson (Metallurgie)
- Margaret W. Rossiter (Wissenschaftsgeschichte)

1983
- George Harry Ford (Anglistik)
- Floyd Lounsbury (Anthropologie)
- Barbara Illingworth Brown (Physikalische Chemie)
- Daniel Berg (Chemie)
- Morton H. Halperin (Internationale Beziehungen)

1982
- Mary Ellen Jones (Physikalische Chemie)
- Richard N. Rosett (Ökonomie)
- Theodore Ziolkowski (Germanistik)

1981
- Henry Margenau (Physikalische Chemie)
- Warren Hunting Smith (Anglistik)
- Bernard Nicholas Schilling (Anglistik)
- Jerome Kagan (Psychologie)
- Grace Evelyn Pickford (Zoologie)

1980
- Bingham Johnson Humphrey (Chemie)
- Maurice H. Mandelbaum (Philosophie)
- Phyllis Ann Wallace (Ökonomie)
- Wendell Garner (Honoris Causa)

1979
- Richard B. Sewall (Anglistik)
- Elizabeth Read Foster (Geschichte)
- Jacquelyn Mattfeld (Musik)

1978
- Jaroslav Pelikan (Honoris Causa)
- Thomas G. Bergin (Romanische Sprachen)
- Maynard Mack (Anglistik)
- Stephen Hopkins Spurr (Forstwirtschaft)

1977
- Gordon Sherman Haight (Anglistik)
- Mary Rosamund Haas (Linguistik)
- Joseph Austin Ranney (Regierung)
- Jacob T. Schwartz (Mathematik)

1976
- Josephine P. Bree (Klassische Sprachen und Literatur)
- James H. Wakelin Jr. (Physik)
- William G. Moulton (Germanistik und Literatur)
- George Heard Hamilton (Kunstgeschichte)
- Laura Anna Bornholdt (Geschichte)

1975
- Robert Phelan Langlands (Mathematik)
- Ralph Henry Gabriel (Geschichte)
- Eliot Herman Rodnick (Psychologie)
- George Berkeley Young (Geschichte)
- Orville Gilbert Brim, Jr. (Soziologie)
- Donald Wayne Taylor (Honoris Causa)

1974
- Milton Harris (Chemie)
- Amos Niven Wilder (Religionswissenschaft)
- Constance McLaughlin Green (Geschichtswissenschaft)
- Alvin Bernard Kernan (Anglistik und Literatur)

1973
- Samuel Miller Brownell (Pädagogik)
- George Wilson Pierson (Geschichte)
- Marshall Hall (Mathematik)
- Eleanor Jack Gibson (Psychologie)
- Preston E. Cloud (Geologie)

1972
- Dumas Malone (Geschichtswissenschaft)
- John Collins Pope (Anglistik und Literatur)
- Grace Murray Hopper (Mathematik)
- Lars Onsager (Chemie)

1971
- Gladden Whetstone Baker (Soziologie)
- Ernest Hilgard (Psychologie)
- Jane Marion Oppenheimer (Zoologie)
- Bernard McGregor W. Knox (Klassische Sprachen und Literatur)
- John Robert Silber (Philosophie)

1970
- Roland Herbert Bainton (Semitische und biblische Sprachen und Literatur)
- Bertrand Harris Bronson (Anglistik und Literatur)
- Leona Baumgartner (Bakteriologie)
- Melvin Spencer Newman (Chemie)
- Lucian Pye (Internationale Beziehungen)

1969
- George Gaylord Simpson (Geologie)
- Murray Barnson Emeneau (Klassische Sprachen und Literatur)
- Allan Murray Cartter (Ökonomie)
- James Patrick Shannon (Amerikanistik)
- John Perry Miller (Honoris causa)
- Joshua Lederberg (Botanik)

1968
- James Bliss Austin (Chemie)
- William M. Fairbank (Physik)
- James G. March (Regierung)
- Filmer S. C. Northrop (Religionswissenschaft)

1967
- Carl Blegen (Archäologie)
- Robert W. Buchheim (Elektroingenieurwesen)
- Neal E. Miller (Psychologie)
- George Murdock (Ökonomie)
- Marjorie Hope Nicolson (Anglistik und Literatur)
- Wallace Notestein (Geschichtswissenschaft)
- Frederick A. Pottle (Anglistik und Literatur)
- Luther A. Weigle (Philosophie)

1966
- Edgar Stephenson Furniss (Ökonomie)